# Rough Mix
Rough Mix è un album del 1977, frutto della collaborazione tra il chitarrista dei Who Pete Townshend e il bassista dei Faces Ronnie Lane. Registrato agli Olympic Studios di Londra tra l'inverno del 1976 e la primavera del 1977, fu pubblicato nel settembre dello stesso anno. Il disco vanta numerose collaborazioni di prestigio, tra cui quelle di John Entwistle, Eric Clapton, Charlie Watts, Rabbit, Mel Collins. Ha raggiunto il 45º posto sulla classifica Billboard 200.
L'autore della partitura orchestrale di Street in the City, in cui Pete Townshend da solo affronta con la voce e la chitarra un'intera orchestra, è il suocero Edwin Astley.

## Tracce
Tutte le canzoni sono di Pete Townshend, tranne dove indicato.
1. My Baby Gives It Away – 4:02
2. Nowhere to Run – 3:17 (Ronnie Lane)
3. Rough Mix – 3:12 (Lane/Townshend)
4. Annie  – 2:56 (Eric Clapton/Kit Lambert/Lane)
5. Keep Me Turning – 3:46
6. Catmelody – 3:12 (Lambert/Lane)
7. Misunderstood – 3:01
8. April Fool – 3:34 (Lane)
9. Street in the City – 6:07
10. Heart to Hang Onto – 4:29
11. Till the Rivers All Run Dry – 3:54 (Wayland Holyfield/Don Williams)

### Bonus Track dell'edizione remaster del 2006 (in CD)
1. Only You – 4:29 (Lane)
2. Good Question – 3:34
3. Silly Little Man – 3:44 (Lane)

## Musicisti
- Pete Townshend e Ronnie Lane - chitarre acustiche ed elettriche, mandolino, basso, ukulele
- Boz Burrell - basso
- Mel Collins - sassofono
- Eric Clapton - chitarra elettrica, chitarra acustica, dobro, piede
- Julian Diggle - percussioni
- Bijou Drains (pseudonimo di Pete Townshend) - deglutizioni in Misunderstood
- John Entwistle - corno francese, canto
- Peter Hope Evans - armonica
- Benny Gallagher - fisarmonica
- Charlie Hart - violino
- Graham Lyle - chitarra a dodici corde
- David Marquee - contrabbasso
- Billy Nicholls - canto
- Rabbit - organo, Fender Rhodes
- Henry Spinetti - batteria
- Ian Stewart - pianoforte
- Charlie Watts - batteria

### PerStreet in the City
- Edwin Astley - autore della partitura orchestrale
- Tony Gilbert - conduttore d'orchestra
- Pete Townshend - chitarra folk e voce
- Charles Vorsanger - primo violino
- Steve Shingles - prima viola
- Chris Green - primo violoncello
- Cris Laurence - primo contrabbasso